# Sanktuarium Matki Boskiej Bolesnej w Świętej Wodzie (Wasilków)
Sanktuarium pw. Matki Boskiej Bolesnej w Świętej Wodzie – kościół Matki Boskiej Bolesnej  położony w Wasilkowie przy ul. ks. Rabczyńskiego 2, na wzgórzu Święta Woda. Sanktuarium archidiecezjalne ustanowione w roku 1997.
Zespół sanktuaryjny składa się z kościoła (kaplica), groty, wzgórza krzyży, cudownego źródełka i kaplic Dróżek Siedmiu Boleści Matki Bożej, rozmieszczonych na Błoniach Jana Pawła II.  Znajdują się tutaj jeszcze: sadzawki Betsaida i Siloe, "ciasna brama" oraz kapliczki różańcowe, a także ołtarz polowy.
Świątynia w Świętej Wodzie jest jednym z dziewięciu sanktuariów należących do archidiecezji białostockiej.

## Historia

### Historia kultu

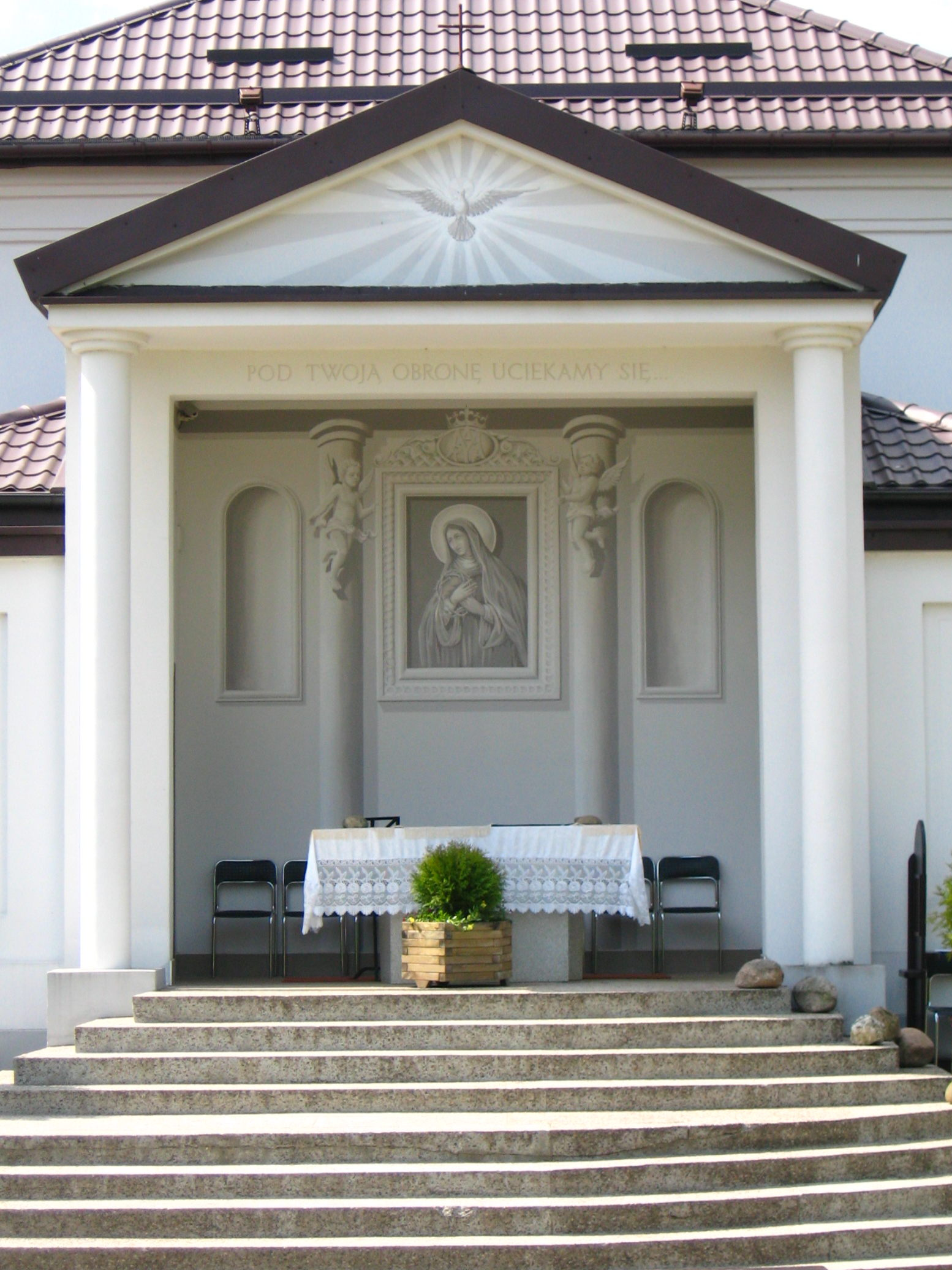
Ołtarz kościoła (polowy) obok groty

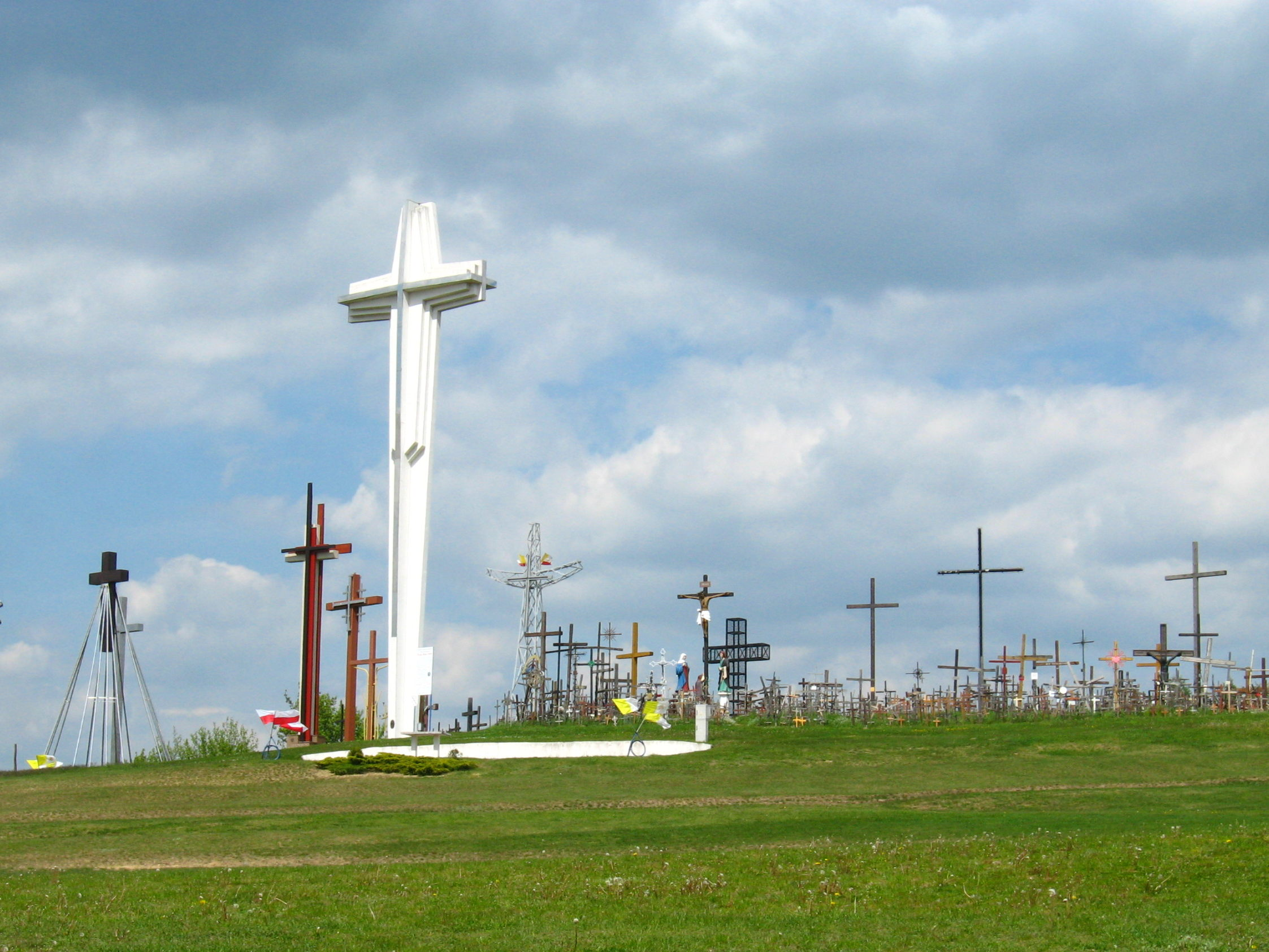
Góra krzyży – Jubileuszowy Krzyż Pielgrzymów o wysokości 25m

Tereny Świętej Wody owiane są licznymi legendami sięgającymi czasów średniowiecza. Pierwsze udokumentowane uzdrowienie miało miejsce w 1719 r., kiedy to ówczesny dzierżawca supraskiej papierni Bazyli Samotyja Lenczewski za sprawą wody z cudownego źródła został uzdrowiony ze ślepoty.  W akcie wdzięczności uzdrowiony szlachcic ufundował nad źródłem drewnianą kaplicę, którą w 10-ty piątek po Wielkanocy w roku 1719 za błogosławieństwem metropolity unickiego abp Leona Kiszki poświęcił opat supraskich Bazylianów. Kaplicą od chwili poświęcenia opiekowali się pustelnicy bazyliańscy. 
Doniosłym wydarzeniem w rozwoju kultu w Świętej Wodzie było nadanie przywileju odpustowego w dniu 18 stycznia 1778 roku przez Stolicę Apostolską, oraz kolejnego w dniu 21 czerwca 1815 roku przez unickiego biskupa brzeskiego Jozafata Bułhaka.

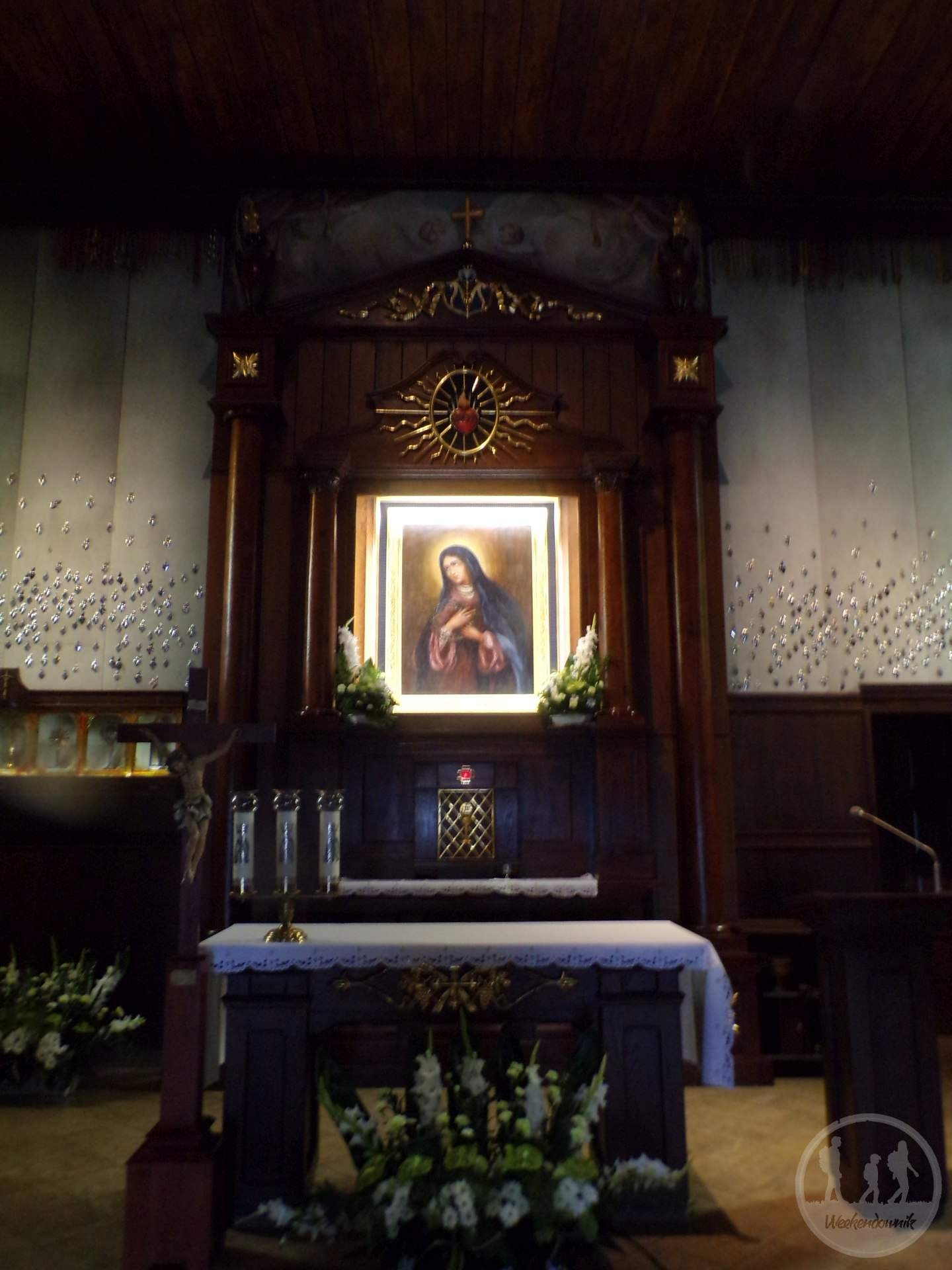
Wnętrze świątyni - obraz Matki Bożej Bolesnej

W 1839 synod połocki, którego decyzje potwierdził następnie car Mikołaj I, zlikwidował Kościół unicki na terenach Imperium Rosyjskiego (poza diecezją chełmską. Wpisywało się to w trwającą od kilku dziesięcioleci politykę rosyjską wobec unitów jak również miało związek z represjami po powstaniu listopadowym. Wskutek tego Święta Woda, podobnie jak pobliski klasztor w Supraślu, zostały przekazane duchowieństwu prawosławnemu, a kult Matki Boskiej Bolesnej ustaje jako niezgodny z kanonami rosyjskiej Cerkwi. 
W wyniku zbliżającej się wojny (1914 r.) duchowni prawosławni opuszczają tereny Polski (bieżeństwo) udając się w głąb Rosji, wywożą ze sobą między innymi obraz Matki Boskiej Bolesnej. Po odzyskaniu niepodległości od roku 1921 miejscem tym opiekuje się Kościół rzymskokatolicki. W dniu 27 sierpnia 2006 została dokonana intronizacja obrazu Matki Bożej Bolesnej.

### Historia sanktuarium
W roku 1876 w miejsce drewnianej kaplicy unickiej (greckokatolickiej) została wzniesiona kaplica prawosławna, przejęta przez Kościół rzymskokatolicki 30.11.1921. Kaplica w wyniku działań wojennych uległa zniszczeniu. Została ona odbudowana w roku 1949 przez ks. Wacława Rabczyńskiego. On też, w roku 1953 wybudował w Świętej Wodzie grotę nad cudownym źródełkiem na wzór groty z Lourdes. 
Ks. abp metropolita białostocki Stanisław Szymecki W roku 1997 ustanowił w Świętej Wodzie sanktuarium, a 23 grudnia 1998 r. erygował parafię, wydzielając ją z parafii Przemienienia Pańskiego. Pierwszym kustoszem sanktuarium, a także proboszczem został mianowany ks. Alfred Butwiłowski.

## Góra Krzyży
W roku jubileuszowym na wzgórzu obok kościoła zaczęto stawiać krzyże wotywne i dziś już w krajobraz wpisana jest „Góra Krzyży” z Jubileuszowym Krzyżem Pielgrzymów (o wysokości 25 m). Natomiast krzyże pobłogosławione przez Jana Pawła II w dniu 6 marca i 4 października 2000 roku na Watykanie znajdują się w świątyni. W roku 2003 w 25-lecie pontyfikatu Jana Pawła II, w Drugiej Pielgrzymce Rowerowej do Rzymu, grupa pątników przekazała Ojcu Świętemu miniaturę groty świętowodzkiej.  Organizator parafii, ks. A. Butwiłowski w latach następnych, odnowił kościół i pobudował plebanię oraz Dom Pielgrzyma – Centrum Pielgrzymkowo – Turystyczne. 14 kwietnia 2013 na Wzgórzu Trzech Krzyży odsłonięto Krzyż Smoleński poświęcony ofiarom katastrofy polskiego Tu-154M w Smoleńsku.

## Nabożeństwa
Uroczystości odpustowe
- Niepokalanego Serca Maryi
- Matki Bożej Bolesnej

Pielgrzymki piesze do Świętej Wody
- dla kobiet w maju
- ogólna z krzyżami we wrześniu